# Исполнитель обета
«Исполнитель обета» (порт. O Pagador de Promessas) — фильм бразильского режиссёра Анселмо Дуарте, по пьесе драматурга Диаша Гомеша. Премьера картины состоялась 6 августа 1962 года.
«Исполнитель обета» — первый бразильский фильм, получивший «Золотую пальмовую ветвь» на кинофестивале в Каннах, и также первый, номинировавшийся на «Оскар» в категории «лучший фильм на иностранном языке».
В 1988 году телекомпания Глобу сняла телеверсию пьесы Диаша Гомеша. Роль Зе ду Бурру исполнил Жозе Майер. 17 декабря 1962 года фильм был с успехом принят во время демонстрации в Белом доме президентом Джоном Кеннеди и присутствовавшими журналистами.

## Сюжет
Бразилия, штат Баи́я. Зе ду Бурру (burro, порт. — осёл) — бедняк, единственное богатство которого — старый осёл Николау. Однажды осёл тяжело заболевает. Зе ду Бурру на кандомбле даёт обещание Святой Варваре, что в случае выздоровления Николау, он донесёт тяжёлый деревянный крест до церкви в столице штата — Салвадоре. Ослик выздоравливает и Зе ду Бурру начинает свой путь. Достигнув цели, он сталкивается с препятствием: настоятель церкви, узнав причины его похода, отказывается впустить его в церковь вместе с крестом.
В фильме затрагиваются такие злободневные вопросы, как безразличие церкви и государства к проблемам обычного человека.

## В ролях
| Актёр            | Роль        |
| ---------------- | ----------- |
| Леонарду Виллар  | Зе ду Бурру |
| Глория Менезес   | Роза        |
| Дионисиу Азеведу | падре Олаву |
| Норма Бенгелл    | Марли       |
| Жералду дел Рей  | красавчик   |
| Роберту Феррейра | Деде        |
| Отон Бастос      | журналист   |
| Мария Консейсан  | тётя        |
| Жоан Десорди     | детектив    |
| Антониу Питанга  | Кока        |
| Милтон Гаушо     | охранник    |
| Вевелду Диниз    |             |

## Награды
- 1962 — «Золотая пальмовая ветвь» на кинофестивале в Каннах (лучший фильм).
- 1962 — премия Картахенского кинофестиваля — лучший фильм[5]
- 1962 — премия «Золотые ворота» международного кинофестиваля в Сан-Франциско: 
лучший фильм (Анселмо Дуарте) 
 лучшая музыка (Габриэл Мильори).